# Мотыльковые
Мотыльковые (лат. Papilionoideae, Faboideae) — подсемейство цветковых растений в составе семейства бобовые. Количество видов в зависимости от классификации составляет от 12 до 18 тысяч, согласно современной системе APG IV их насчитывается около 16 800 единиц. Ранее подсемейство нередко выделяли в отдельное семейство Papilionaceae.
Существенный признак, по которому представители подсемейства отличаются от других цветковых растений, — венчик мотылькового типа.

## Биологическое описание
Мотыльковые представлены деревьями, древовидными лианами, травами, полукустарниками и кустарниками.

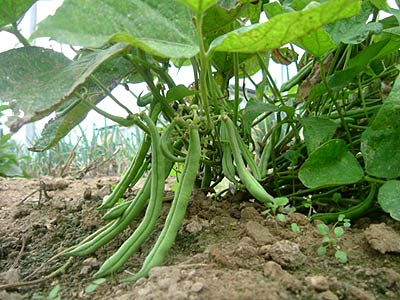
Листья и стручки фасоли

Листья преимущественно сложные и чаще всего перистые или пальчатые (клевер, люпин), от одной до 20 и более пар листочков; весьма характерны для мотыльковых прилистники, свойственные большинству видов и иногда превосходящие размерами сами листочки (у гороха, вязеля и многих других); весьма часты тоже и усики, как простые, так и ветвистые, заканчивающие собою черешки сложных листьев.

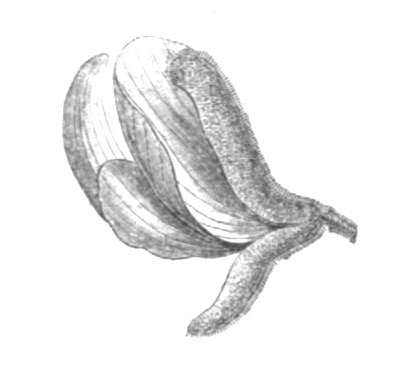
Цветок в форме мотылька

Основной отличительный признак подсемейства — неправильные двусимметричные цветки из пятидольной неопадающей чашечки и пятилепестного венчика мотылькового типа (лепестки вполне распустившегося цветка сходны с фигурой летящего мотылька — либо с фигурой лодки с вёслами и парусом, при этом пестик и тычинки лежат в «лодке»).
Пестик один. Тычинок десять, из которых у большинства видов одна свободна, а девять срослись своими нитями (у разных родов и видов до различной высоты) в одну общую пластинку, облегающую пестик.
Плод — боб.

## Распространение и среда обитания
Мотыльковые растут, главным образом, в умеренном поясе (травянистые растения); деревянистые встречаются преимущественно под тропиками, часто в виде лиан.
Мотыльковые широко возделывают в культуре.

## Хозяйственное значение и применение
Среди мотыльковых есть важные пищевые растения, содержащие питательные, богатые белком, крахмалом и маслом семена: фасоль, маш, горох, чечевица, горошек, бобы, нут, соя, арахис и другие.
Мотыльковые доставляют много важных лекарственных растений: солодка, или лакрица, донник жёлтый, трагакантовые астрагалы, термопсис. Сферофиза, содержащая алкалоид сферофизин, который может заменить алкалоиды спорыньи и, кроме того, обладает гипотензивными свойствами. Корень стальника колючего в медицине употребляют в качестве сильного мочегонного средства. Семена пажитника используют как глистогонное и слабительное. Важные тропические лекарственные растения — калабарский боб, дающий алкалоиды физостигмин и простигмин, и Myroxyion balsamum, дающий перуанский бальзам. К мотыльковым относятся инсектицидные растения: деррис, лонхокарпус, термопсис, софора.
Среди мотыльковых имеется также много хороших медоносов (донники, белая акация и другие), а также волокнистых, смолоносных и других технических растений. К красильным относится дрок красильный. Сорные мотыльковые являются часто в то же время и ценными кормовыми или лекарственными.
Среди мотыльковых немало ядовитых растений, например: дрок, ракитник, вязель и другие.
Мотыльковые используют на корм скоту: виды клевера, люцерны, донники, люпины, лядвенцы, язвенники, горохи и горошки, вики, эспарцет, верблюжья колючка и многие другие.
Важное значение имеют представители мотыльковых в качестве зелёного удобрения (сераделла и другие), декоративных цветочных (например, душистый горошек) и парковых древесных (глициния, белая акация, жёлтая акация и др.). Последние два вида имеют немаловажное значение для полезащитных лесных посадок.
На корнях мотыльковых образуются клубеньки, содержащие бактерии, которые фиксируют азот. Тем самым мотыльковые обогащают почву азотом.

## Систематика

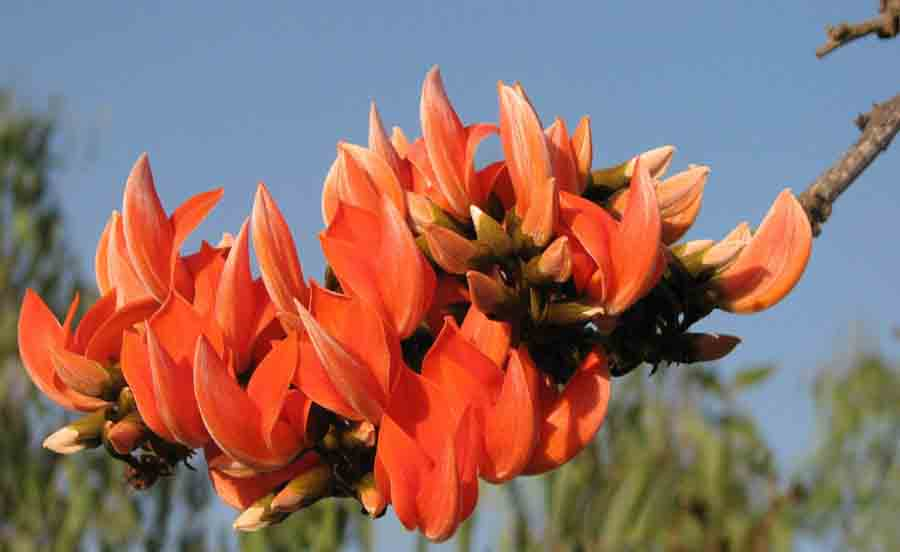
Бутея односемянная

В соответствии с современной классификацией латинским предпочтительным названием является Papilionoideae DC. (Prodr. [A. P. de Candolle] 2: 94. 1825 [mid Nov 1825]), подсемейство включается в состав семейства Бобовые (Fabaceae). По некоторым данным используется название подсемейства — Faboideae в семействе Бобовые, в равной степени используется название «подсемейство Papilionoideae» в семействе Leguminosae. Более старое название Papilionaceae сейчас не применяется.
В состав подсемейства по состоянию на июнь 2024 года включается 526 родов и 16 785 ботанических видов.
В рамках подсемейства выделяют 28 триб:
- Abreae
- Amorpheae
- Bossiaeeae
- Brongniartieae
- Cicereae
- Crotalarieae
- Dalbergieae
- Desmodieae
- Dipterygeae
- Euchresteae
- Fabeae — Бобовые
- Galegeae
- Genisteae — Дроковые
- Hedysareae
- Hypocalypteae
- Indigofereae
- Loteae
- Millettieae
- Mirbelieae
- Phaseoleae — Фасолевые
- Podalyrieae
- Psoraleeae
- Robinieae
- Sesbanieae
- Sophoreae — Софоровые
- Swartzieae
- Thermopsideae
- Trifolieae — Клеверные

Подсемейство насчитывает примерно 470 родов:
| - Abrus — Абрус - Acosmium - Adenocarpus — Аденокарп - Adenodolichos - Adesmia — Адесмия - Aenictophyton - Aeschynomene, или Эшиномена - Afgekia - Aganope - Airyantha - Aldina - Alexa — Алекса - Alhagi — Верблюжья колючка - Alistilus - Almaleea - Alysicarpus — Алисикарпус - Amburana — Амбурана - Amicia - Ammodendron — Аммодендрон - Ammopiptanthus — Аммопиптант - Amorpha — Аморфа - Amphicarpaea — Амфикарпея - Amphimas - Amphithalea - Anagyris — Анагирис - Anarthrophyllum - Andira — Андира - Angylocalyx (Ангилокаликс) - Antheroporum - Anthyllis — Язвенник - Antopetitia - Aotus - Aphyllodium - Apios — Апиос - Apoplanesia - Apurimacia - Arachis — Арахис - Argyrocytisus - Argyrolobium — Аргиролобиум - Arthroclianthus - Aspalathus — Аспалатус - Astracantha — Астраканта - Astragalus — Астрагал - Ateleia - Austrodolichos - Austrosteenisia - Baphia — Бафия - Baphiopsis - Baptisia — Баптизия - Barbieria - Behaimia - Bergeronia - Bituminaria - Bobgunnia - Bocoa - Bolusafra - Bolusanthus - Bolusia - Bossiaea - Bowdichia - Brachysema — Брахисема - Brongniartia - Brya — Брия - Bryaspis - Buceras - Burkilliodendron - Butea — Бутея - Cadia — Кадия - Cajanus — Каян, или Каянус - Calia - Calicotome - Callerya - Callistachys — Каллистахис - Calophaca — Майкараган - Calopogonium — Капологониум - Calpurnia - Camoensia — Камензия - Camptosema - Campylotropis - Canavalia — Канавалия - Candolleodendron - Caracallae - Caragana — Карагана - Carmichaelia — Кармихелия - Carrissoa - Carstienses - Cascaronia - Castanospermum — Каштаноспермум - Catiang - Caulorrhizae - Centrolobium — Центролобиум - Centrosema — Центросема - Chadsia - Chaetocalyx — Хетокаликс - Chamaecytisus — Ракитник | - Chapmannia — Чапмения - Chesneya — Чезнейя - Chorizema — Хоризема - Christia - Cicer — Нут - Cladrastis — Кладрастис - Clathrotropis — Клатротропис - Cleobulia - Clianthus — Клиантус - Clitoria — Клитория - Clitoriopsis - Cochlianthus - Codariocalyx - Collaea - Cologania - Colutea — Пузырник - Condylostylis - Condylostylus - Cordyla - Coronilla — Вязель - Coursetia - Craibia - Cranocarpus - Craspedolobium - Cratylia - Crotalaria — Кроталярия - Cruddasia - Cullen - Cyamopsis — Циамопсис - Cyathostegia - Cyclocarpa - Cyclolobium - Cyclopia — Циклопия - Cymbosema - Cytisophyllum - Cytisopsis - Cytisus — Ракитник - Dahlstedtia - Dalbergia — Дальбергия - Dalbergiella - Dalea - Dalhousiea - Daviesia - Decorsea - Deflexae - Dendrolobium - Dendrotelis - Derris — Деррис - Desmodiastrum - Desmodium — Десмодиум - Dewevrea - Dichilus - Dicraeopetalum - Dillwynia — Диллвиния - Dioclea - Diphyllarium - Diphysa — Двупузырка - Diplotropis — Диплотропис - Dipogon - Dipteryx — Диптерикс - Discolobium - Disynstemon - Dolichopsis - Dolichos — Долихос - Droogmansia - Dumasia — Думасия - Dunbaria - Dussia - Dysolobium - Echinospartum - Eleiotis - Eminia - Endosamara - Erectae - Erectoides - Eremosparton — Эремоспартон - Erichsenia - Erinacea - Eriosema - Errazurizia - Erythrina — Эритрина - Etaballia - Euchilopsis - Euchresta — Эухреста - Eutaxia — Эутаксия - Eversmannia — Эверсмания - Exostyles - Extranervosae - Eysenhardtia - Fiebrigiella - Fissicalyx - Flemingia - Fordia | - Galactia - Galega — Козлятник - Gastrolobium — Гастролобиум - Geissaspis - Genista — Дрок - Genistidium - Geocarpa - Geoffroea - Gliricidia — Глирицидия - Glossostylus - Glycine — Соя - Glycyrrhiza — Солодка - Gompholobium - Gonocytisus - Goodia - Grazielodendron - Gueldenstaedtia — Гюльденштедтия - Halimodendron — Чингиль - Hammatolobium - Haplormosia - Hardenbergia — Гарденбергия - Harleyodendron - Harpalyce — Гарпалика - Hebestigma - Hedysarum — Копеечник - Herpyza - Hesperolaburnum - Heteranthae - Heynianae - Hippocrepis — Гиппокрепис - Hoita - Holocalyx - Hovea - Humularia - Hybosema - Hymenocarpos - Hymenolobium — Гименолобиум - Hypocalyptus - Indigofera — Индигофера - Inocarpus — Инокарпус - Intertextae - Isotropis - Isthmocarpae - Jacksonia - Jansonia - Kennedia — Кеннедия - Kotschya - Kummerowia — Куммеровия - Lablab - Laburnum — Лабурнум, или Бобовник - Lamprolobium - Lasiospron - Lathyrus — Чина - Latrobea - Lebeckia - Lecointea - Lennea - Lens — Чечевица - Leptoderris - Leptodesmia - Leptosema - Leptospireae - Leptospron - Lespedeza — Леспедеца - Lessertia — Лессертия - Leucomphalos - Liebrechtsia - Liparia - Lonchocarpus — Лонхокарпус - Lotononis - Lotus — Лядвенец - Luetzelburgia - Lunatae - Lupinus — Люпин - Lupularia - Luzonia - Maackia — Маакия - Machaerium - Macrodontae - Macropsychanthus - Macroptilium - Macrotyloma - Margaritolobium - Marina - Mastersia - Mecopus - Medicago — Люцерна - Melilotus — Донник - Melliniella - Melolobium - Mildbraediodendron - Millettia — Миллетия - Mirbelia — Мирбелия - Monopteryx | - Mucuna — Мукуна - Muelleranthus - Mundulea — Мундулея - Myrocarpus — Мирокарпус - Myrospermum - Myroxylon — Мироксилон - Mysanthus - Nemcia - Neocollettia - Neoharmsia - Neonotonia - Neorautanenia - Neorudolphia - Nephrodesmus - Nesphostylis - Nissolia — Ниссолия - Nogra - Olneya - Onobrychis — Эспарцет - Ononis — Стальник - Ophrestia - Orbexilum - Orbiculares - Oreophysa - Ormocarpopsis - Ormocarpum - Ormosia — Ормозия - Ornithopus — Сераделла - Oryxis - Ostryocarpus - Otholobium - Otoptera - Oxylobium - Oxyrhynchus - Oxytropis — Остролодочник - Pachyrhizus — Пахиризус - Pachyspireae - Panurea - Paracalyx - Paramachaerium - Parochetus — Парохетус - Parryella - Pearsonia - Pediomelum - Pedunculares - Peltiera - Periandra - Pericopsis - Petaladenium - Peteria - Petteria - Phaseolus — Фасоль - Phylacium - Phyllodium — Филлодий - Phyllota - Phylloxylon - Physostigma — Физостигма - Pickeringia - Pictetia - Piptanthus — Пиптант - Piscidia — Писцидия - Pisum — Горох - Plagiocarpus - Platycarpae - Platycelyphium - Platycyamus - Platylobium - Platymiscium — Платимисциум - Platypodium - Platysepalum - Plectrotropis - Podalyria — Подалирия - Podocytisus - Poecilanthe - Poiretia - Poitea - Polhillia - Pongamiopsis - Procerae - Procumbentes - Prorhizomatosae - Pseudarthria - Pseudeminia - Pseudoeriosema - Pseudoliebrechtsia - Pseudovigna - Psophocarpus — Псофокарп - Psoralea — Псоралея - Psoralidium - Psorothamnus - Pterocarpus — Птерокарпус - Pterodon - Ptycholobium - Ptychosema | - Pueraria — Пуэрария - Pultenaea - Pycnospora - Pyranthus - Rafnia - Ramorinoa - Reflexae - Retama - Reticulatae - Rhizomatosae - Rhodopis - Rhynchosia - Rhynchotropis - Riedeliella - Robinia — Робиния - Robynsiophyton - Rotatae - Rothia — Роция - Rupertia - Sakoanala - Salweenia - Sarcodum - Sartoria - Schefflerodendron - Scorpiurus - Sellocharis - Sesbania — Сесбания - Shuteria - Sigmoidotropis - Sinodolichos - Smirnowia — Смирновия - Smithia - Soemmeringia - Sophora — Софора - Spartidium - Spartium — Метельник - Spathionema - Spatholobus - Sphaerolobium — Сферолобиум - Sphaerophysa — Сферофиза - Sphenostylis - Sphinctospermum - Spirocarpos - Spirotropis - Spongiocarpella - Stauracanthus - Stirtonanthus - Stracheya — Страчия - Streblorrhiza — Стреблориза - Strongylodon — Стронгилодон - Strophostyles - Stylosanthes — Стилосант - Styphnolobium - Sutherlandia — Сутерландия - Swainsona — Свайнсона - Swartzia — Шварция - Sweetia — Светия - Sylvichadsia - Tadehagi - Taralea - Taverniera - Templetonia — Темплетония - Tephrosia — Тефрозия - Teramnus — Вырник - Teyleria - Thermopsis — Термопсис - Tipuana - Trierectoides - Trifidacanthus - Trifolium — Клевер - Trigonella — Пажитник - Tripodion — Треножник - Triseminatae - Uleanthus - Ulex — Улекс - Uraria — Урария - Uribea - Urodon — Уродон - Vandasina - Vatairea - Vataireopsis - Vatovaea - Vavilovia — Вавиловия - Vermifrux - Vicia — Горошек - Vigna — Вигна - Viminaria — Виминария - Virgilia — Виргилия - Weberbauerella - Wiborgia - Wisteria — Глициния - Xanthocercis — Ксантоцерцис - Zollernia — Цоллерния - Zornia — Зорния |